# 東北皮斯卡特奎斯 (緬因州)
東北皮斯卡特奎斯（英語：Northeast Piscataquis）是位於美國緬因州皮斯卡特奎斯縣的一個未組織地區。

## 地方資料
東北皮斯卡特奎斯的面積為4714.80平方千米，當中陸地面積為4430.30平方千米，而水域面積為284.50平方千米。根據2020年美國人口普查的數據，當地共有人口304人，而人口密度為每平方千米0.06人。